# Liaoningopterus
Liaoningopterus, čiji se naziv nekada pogrešno piše kao "Liaoningopteryx", bio je rod pterosaura pterodaktiloida iz porodice Ornithocheiridae koji je tijekom donje krede (barremij-aptij) nastanjivao područje Formacije Jiufotang u Liaoningu, Kina. 
Wang Xiaolin i Zhou Zhimin dali su mu naziv 2003. godine. Nomenklaturni tip je Liaoningopterus gui. Naziv roda potiče od Liaoninga i latinizirane grčke riječi pteron, "krilo". Naziv vrste dat mu je u čast profesoru Guu Zhiweiju, pioniru u istraživanju jeholske biote koji se specijalizirao za beskičmenjake.
Taj rod zasniva se na holotipu IVPP V-13291, zdrobljenoj, nepotpunoj lubanji i kosturu, uključujući i čeljust, zube, vratne pršljenove i kosti prsta koji je podržavao krilo. Bio je velik pterosaur - najveći iz Kine u vrijeme kada je opisan - s dužinom lubanje procijenjenom na 61 cm i procijenjenim rasponom krila od pet metara. Lubanja je bila duga i niska, s niskim krestama blizu vrha kljuna i na donjoj i na gornjoj vilici. Kresta na njušci bila je duga 12 centimetara, simetričnog oblika i imala je maksimalnu visinu od sedamnaest milimetara. Rub gornje vilice bio je vrlo prav. Zubi su pronađeni samo u prednjem dijelu čeljusti. Bili su izduženi, ali krupni, većinom rastući u veličini odozada prema naprijed. Četvrti zub u gornjoj vilici je s dužinom od 81 milimetra najveći poznati zub kod bilo kojeg pterosaura. Neobično je velik i u odnosu na ostale zube Liaoningopterusa, kod kojeg najveći zub u donjoj vilici ima dužinu od 41 milimetra. Dužina zuba kod jedinki mnogo je varirala, što su autori objasnili prisustvom nedavno izbilih zamjenskih zuba. U gornjoj vilici nalazilo se dvadeset pari zuba, a u donjoj trinaest do četrnaest pari. 
Glavni dio (corpus vertebrae) očuvanog vratnog pršljena ima dužinu od 46 milimetara i visinu od 34 milimetra. Od kostiju krila, mogu se prepoznati dijelovi prve falange, čija se ukupna dužina procjenjuje na oko pedeset centimetara.
Autori su opisali Liaoningopterusa kao mogućeg ribojeda zbog njegove duge, šiljaste njuške.
Wang je klasificirao Liaoningopterusa kao pripadnika porodice Anhangueridae, uglavnom zbog kresta. To mišljenje ponovo je izrazio 2005. godine. Lü Junchang je 2006. objavio kladističku analizu koja je pokazala da je Liaoningopterus primitivan pripadnik Anhangueridae; analiza Ji Qianga iz 2008. svrstala je Liaoningopterusa u trihotomiju s rodovima Anhanguera i Tropeognathus.

## Vanjske poveznice
- Liaoningopterus  Arhivirana inačica izvorne stranice od 23. rujna 2007. (Wayback Machine) na The Pterosauria